# Chemchevo
Chemchevo (en macédonien Шемшево ; en albanais Shemsheva) est un village du nord-ouest de la Macédoine du Nord, situé dans la municipalité de Yégounovtsé. Le village comptait 1737 habitants en 2002. Il est majoritairement albanais.

## Démographie
Lors du recensement de 2002, le village comptait :
- Albanais : 1 616
- Macédoniens : 113
- Turcs : 4
- Autres : 4